# Acquasanta Terme
Acquasanta Terme is een gemeente in de Italiaanse provincie Ascoli Piceno (regio Marche) en telt 3302 inwoners (31-12-2004). De oppervlakte bedraagt 138,3 km², de bevolkingsdichtheid is 24 inwoners per km².
De volgende frazioni maken deel uit van de gemeente: Corneto, Quintodecimo.

## Demografie
Acquasanta Terme telt ongeveer 1308 huishoudens. Het aantal inwoners daalde in de periode 1991-2001 met 10,2% volgens cijfers uit de tienjaarlijkse volkstellingen van ISTAT.
| Jaar | Inwoneraantal |
| ---- | ------------- |
| 1991 | 3724          |
| 2001 | 3346          |

## Geografie
De gemeente ligt op ongeveer 388 m boven zeeniveau.
Acquasanta Terme grenst aan de volgende gemeenten: Arquata del Tronto, Ascoli Piceno, Montegallo, Roccafluvione, Valle Castellana (TE).

## Impressie

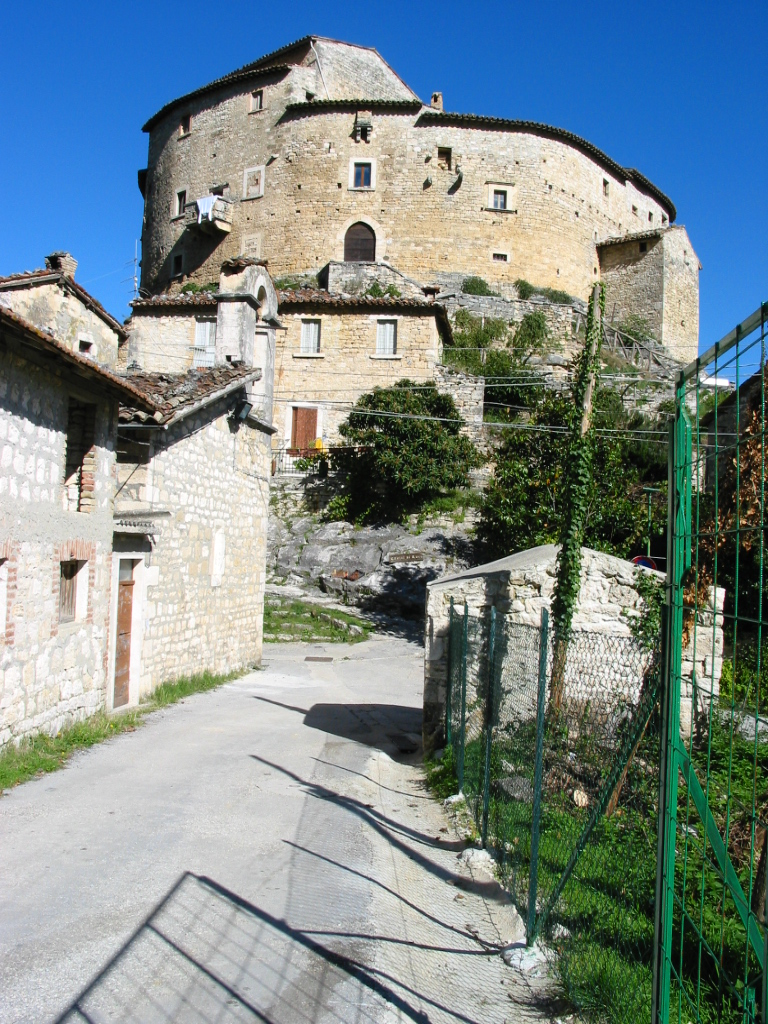
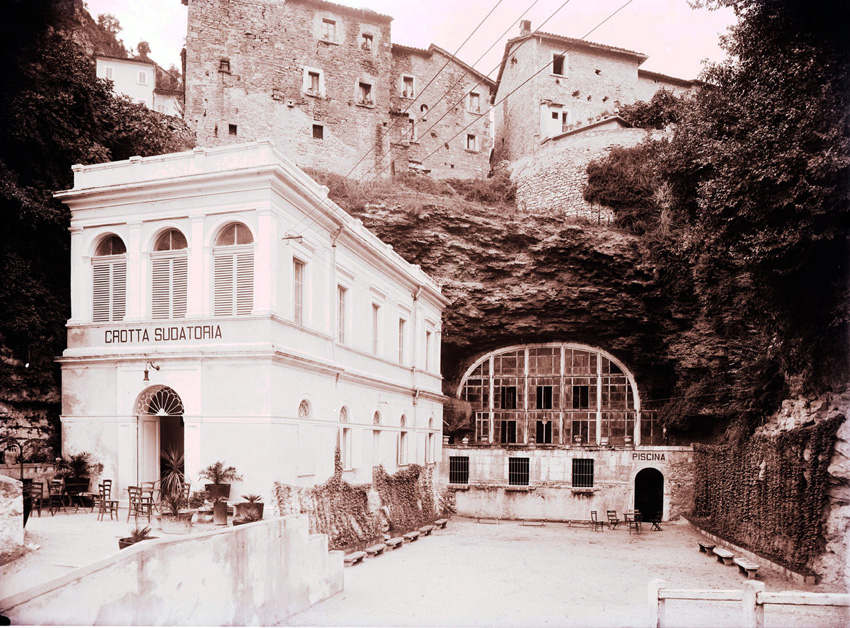
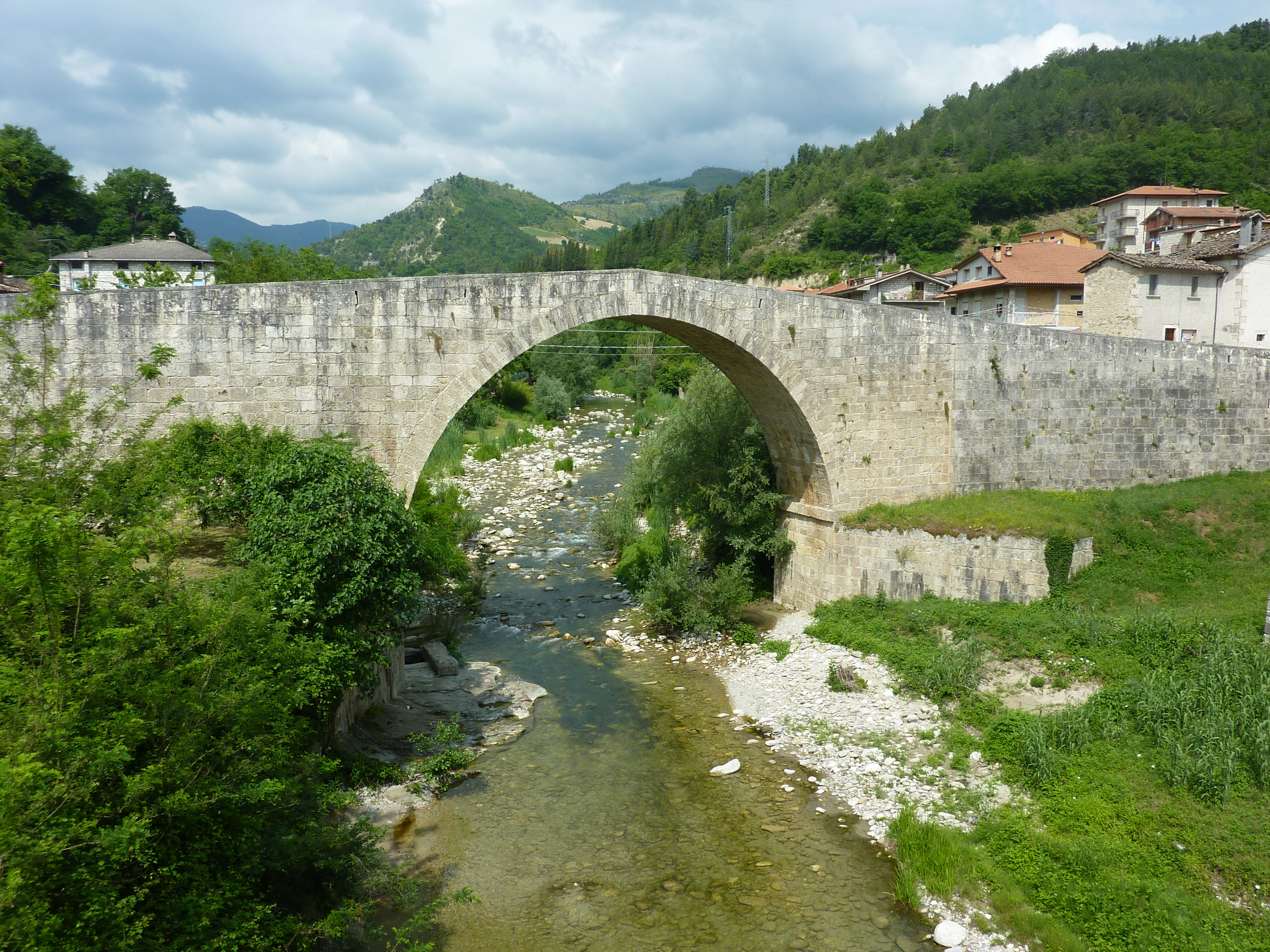
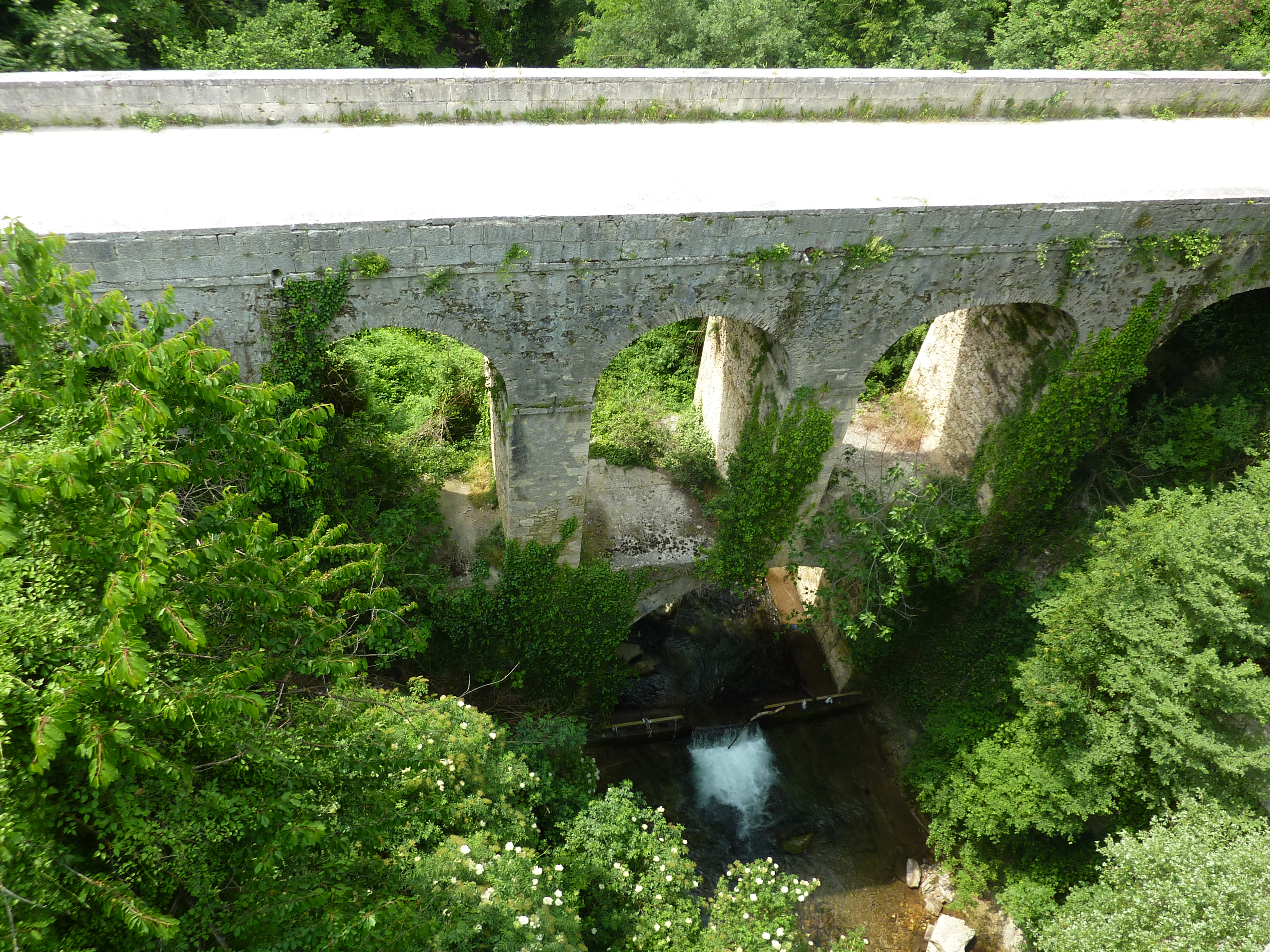
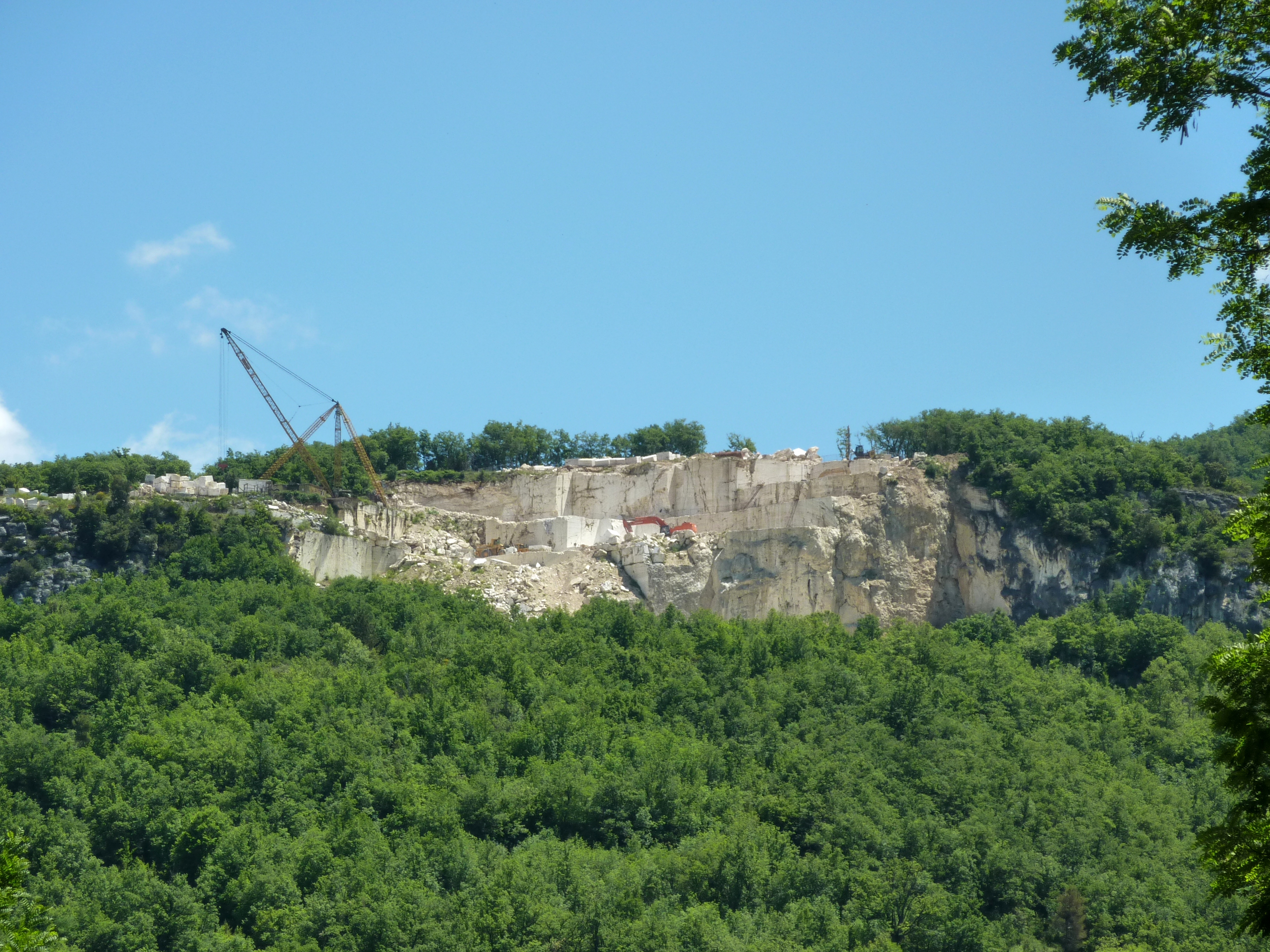
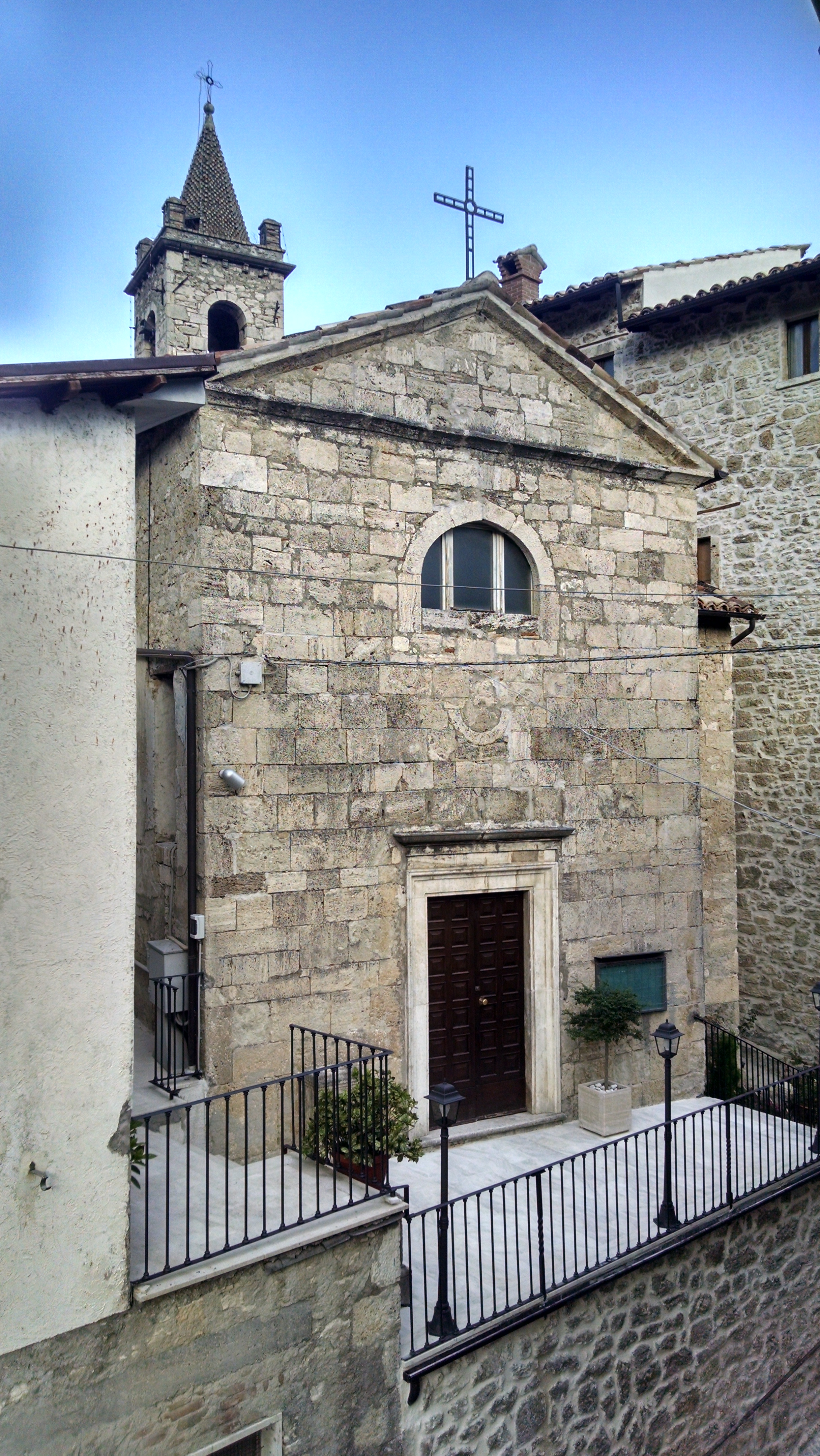

Acquasanta Terme · Acquaviva Picena · Appignano del Tronto · Arquata del Tronto · Ascoli Piceno · Carassai · Castel di Lama · Castignano · Castorano · Colli del Tronto · Comunanza · Cossignano · Cupra Marittima · Folignano · Force · Grottammare · Maltignano · Massignano · Monsampolo del Tronto · Montalto delle Marche · Montedinove · Montefiore dell'Aso · Montegallo · Montemonaco · Monteprandone · Offida · Palmiano · Ripatransone · Roccafluvione · Rotella · San Benedetto del Tronto · Spinetoli · Venarotta
1. ↑  https://demo.istat.it/?l=it.